# 楔棘鲨属
楔棘鲨属（学名：Sphenacanthus）是一类已灭绝的软骨鱼类，属于板鳃亚纲。本属生存于晚泥盆世——晚二叠世（376.1——259.0百万年前），其化石在欧洲、北美洲和南美洲均有发现。

## 描述
楔棘鲨属的化石以大量的背鳍棘为主，然而，一具大约90厘米长的完整骨架使得研究者能够详细地重建楔棘鲨属的外形。这种鲨鱼的胸鳍有一个特殊的关节，这在古生代鲨鱼中是不常见的。这种名为“tribasale”的关节由三个部分组成，在后鳍软骨的前面有两个额外的基底，即翼骨和中鳍骨。鳍与肩软骨（肩胛喙突）的关节就是通过这三个基础形成的，这使得鳍既坚固又可运动。所有现代鲨鱼都有这种关节结构。另一方面，和西莫利鲨目与尤金齿目一样，楔棘鲨属在后鳍软骨处仍有一排软骨。
楔棘鲨属的体型会让人想起同一时期的其他鲨鱼，如栉棘鲨属和古德鱼属，除了鳍刺：楔棘鲨属的背鳍排列不规则，并且间隔很大，有时有分散的结节状装饰物但不像栉棘鲨属那样排成一排；此外，背部的刺呈凹陷状或扁平状。楔棘鲨属具有异形齿，前齿有一个主齿尖和一到四对较小的侧齿尖，后齿扁平而粗大。
与Tristychius属一样，楔棘鲨属的颅骨中有一个很长的耳区，一副异形齿列和两个背鳍棘，但不同之处在于楔棘鲨属的下颚更长、更深
宽，体表的鳞片覆盖更加完整（Dick , 1998）。

## 分类
1837年，路易士·阿格西根据英国石炭石林中分离出的鳍刺首次描述了楔棘鲨属，模式种为锯齿楔棘鲨。在随后的几年中，许多如今属于其他属的物种被归为该属，并且楔棘鲨属还与栉棘鲨属间还存在着相当大的混淆点，为了恢复对这两个属的明确鉴别，约翰·梅瑟（John Maisey）在1981年至1984年间进行了相当大的修正。
除模式种外，另一个值得注意的物种是S. costellatus，它由特拉奎尔（Traquair）于1884年根据发现于苏格兰下石炭统的完整标本进行描述与命名，最初被归为栉棘鲨属。其他已知物种包括巴西的S. gondwanus、S. marhanensis、S. riorastoensis和S. sanpauloensis，北美洲的S. tenuis以及欧洲的马什楔棘鲨、S.hybodoides、S. aequistriatus和石炭楔棘鲨。一些发现于俄罗斯北极地区并且可追溯至泥盆纪的遗骸可能属于楔棘鲨属。
楔棘鲨属的分类尚不明确，它一直被认为是栉棘鲨目的典型代表，这是一类典型的古生代鲨鱼，但楔棘鲨属的某些特征（例如胸鳍处的关节）非常近似于现代鲨鱼（新鲨类）或弓鲛目。一个与楔棘鲨属非常相似的属是Tristychius，其分类地位靠近弓鲛目的起源。
本属包括以下物种：
- Sphenacanthus aequistriatus Davis, 1879†
- 石炭楔棘鲨 Sphenacanthus carbonarius Giebel, 1848†
- Sphenacanthus costellatus Traquair, 1884†
- Sphenacanthus hybodoides Newberry, 1873†
- Sphenacanthus ignis Figueroa & Gallo, 2017†
- Sphenacanthus gondwanus Silva Santos, 1947†
- Sphenacanthus maranhensis Silva Santos, 1946†
- 马什楔棘鲨 Sphenacanthus marshi Newberry, 1873†
- Sphenacanthus riorastoensis Pauliv et al., 2012†
- Sphenacanthus sanpauloensis Chahud et al., 2010†
- 锯齿楔棘鲨 Sphenacanthus serrulatus Agassiz, 1837†（模式种）

## 古生态学
楔棘鲨属的化石发现于在苏格兰的石炭纪古淡水系统的土壤中，同类型地层也分布于巴西的巴拉那盆地（Rio do Rasto地层）。其他标本，如Soler Gijon于1997年在西班牙普托拉诺盆地（bacino di Puertollano）发现的标本，表明楔棘鲨属也生活在受海洋影响的咸水区。由此可见，楔棘鲨属是一类广盐性动物（可以生活在咸水和淡水中）。楔棘鲨属与其他原始鲨鱼（包括异棘鲨属和Tristychius）生存于同一水域中。楔棘鲨属可能会捕食它们的小型近亲。